# Förare (klättring)
En förare är en beskrivning, ofta i bokform, på klätterleder. Dessa används av klättrare för att enkelt kunna ge sig an redan testade och klättrade klätterleder. Numera finns det även förare på internet, till exempel Sverigeföraren.